# Gúdula
Santa Gúdula, Gúdula de Bruselas o Gúdula de Moorsel (muerta el 8 de enero, entre 680 y 714) es una santa católica y ortodoxa belga, patrona de Bruselas. Su fiesta se celebra el 8 de enero.
Nació en el condado de Brabante (en lo que hoy es Bélgica). Al haber vivido en el país de Brabante, es la santa nacional de Bélgica y la patrona de la vida de Bruselas.
Su nombre se relaciona con varios lugares: 
- Moorsel (donde vivió)
- Bruselas (donde se fundó un capítulo en su honor en el año 1047)
- Eibingen (donde se conserva su cráneo como reliquia).

En Brabante se le llama normalmente Goedele o Goule (en latín: Gudila, más tarde Gudula, en neerlandés: Sinte Goedele, francés: Sainte Gudule).

## Vida
Según su biografía del siglo XI (Vita S. Gudilae), escrita en la abadía de Lobbes entre 1048-1051, era la hija de un duque de Lotaringia (lo que es un anacronismo) llamado Witger y Amalberga de Maubeuge. La madre de Gúdula abrazó la vida religiosa en la abadía de Maubeuge. Recibió el velo de manos de san Auberto, obispo de Cambrai (m. h. 668). Gúdula tuvo tres hermanos, santa Faraildis, santa Reineldis y  San Emeberto (a menudo confundido con el obispo Ableberto y Engleberto de Cambrai).  
Gúdula fue educada en la abadía de Nivelles por su prima, Gertrudis de Nivelles. Cuando Gertrudis murió, ella volvió a su casa en Moorsel, dedicando su tiempo a las buenas obras y a la devoción religiosa. Frecuentemente visitaba la iglesia de Moorsel, que estaba alrededor de dos millas de la casa de sus padres. 
Gúdula murió entre 680 y 714. Fue enterrada en Hamme (Brabante). Más tarde sus reliquias fueron llevadas a la iglesia de Saint-Salvator en Moorsel, donde se enterró el cuerpo detrás del altar. Durante el gobierno del duque Carlos de Lotaringia (977-992), el cuerpo de la santa fue trasladado a la capilla de San Gaugerico en Bruselas. El conde Lamberto II de Leuven (m. 1054) fundó un capítulo en 1047 en honor de santa Gúdula. El obispo Gerardo I de Cambrai (m. 1051) guio el traslado de sus reliquias a la iglesia de San Miguel en Bruselas, que más tarde se convirtió en la famosa catedral de San Miguel y Santa Gúdula. 
En 1330, se otorgaron indulgencias a todos los que contribuyeran a la decoración y acabado de la iglesia de Santa Gúdula en Bruselas. 
El 6 de junio de 1579, la iglesia colegiata fue saqueada y devastada por los Geuzen ("Vagabundos") protestantes y las reliquias de la santa fueron desenterradas y dispersas.

## Veneración

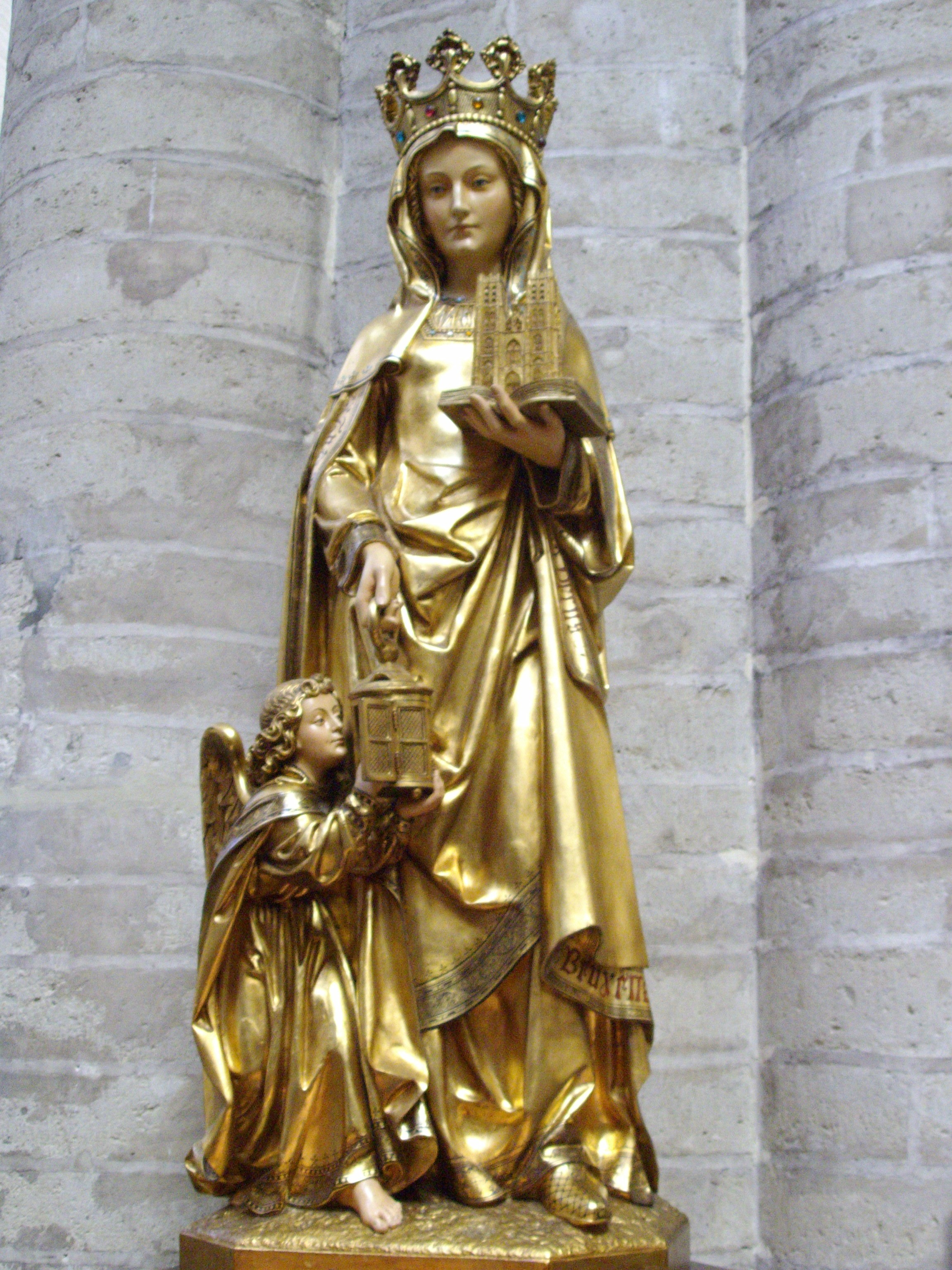
Estatua de santa Gúdula en la catedral de Bruselas.

- La fiesta de santa Gúdula se celebra normalmente el 8 de enero (el día en que ella murió, según su hagiografía). Sin embargo, en el obispado de Gante (donde se encuentra Moorsel) su fiesta se celebra el 19 de enero.
- Carlomagno hizo donaciones al convento de Moorsel en su honor.
- Aunque San Miguel es el patrono de Bruselas, Santa Gúdula es ciertamente la patrona más venerada. Ya está representada en un sello de la Iglesia de Santa Gúdula de 1446 sosteniendo en la mano derecha una vela y en la izquierda un farol que el demonio intenta apagar. Esto se refiere a la leyenda de que la santa fue a la iglesia antes de que cantase el gallo. El demonio, deseando apartarla del buen camino, apagó el farol, pero un ángel encendía la vela cada vez.
- La flor llamada tremella deliquescens, que da fruto en los comienzos de enero, es conocida como Sinte Goedele's lampken (faroles de santa Gúdula).
- Los tallistas de madera que hicieron estatuas de los santos nacidos en el Sacro Imperio Romano Germánico, a menudo representaron a santa Gúdula con una candela en la mano, pero esto probablemente tenga su origen en una confusión con la tradición de santa Genoveva de París.
- El cráneo de santa Gúdula está conservado en la iglesia católica de santa Hildegarda en Eibingen, Alemania.